# Universidade de Austin
Universidade de Austin (em inglês: University of Austin), é uma futura instituição de ensino superior privada situada na cidade de Austin, no estado do Texas, Estados Unidos. Anunciou-se como uma universidade independente e contra a censura, sendo associada a uma postura conservadora e anti-woke.

## História
A fundação da universidade foi anunciada no dia 8 de novembro de 2021 com a publicação de um artigo por parte do presidente Pano Kanelos, antigo presidente do St. John's College. Entre os fundadores da universidade estão Peter Boghossian, Ayaan Hirsi Ali, Kathleen Stock, o antigo presidente da Universidade de Harvard, Lawrence Summers, a antiga presidente da União Americana pelas Liberdades Civis, Nadine Strossen, e o também antigo presidente do American Enterprise Institute, Arthur Brooks.